# 345-ös busz
A 345-ös jelzésű regionális autóbusz Vácot köti össze Felsőgödön keresztül Göd Újtelep (Bócsa) városrészével. A járat célja elsősorban a Felsőgöd és Vác közötti munkás-diák forgalom lebonyolításának elősegítése csúcsidőben, illetve hogy a fő közösségi közlekedési útvonalaktól távolabb eső Felsőgöd keleti felét és az Újtelep városrészt közvetlenül bekapcsolja a tömegközlekedési forgalomba, továbbá csökkenti igyekszik a 300-as busz utasterhelését Felsőgöd és Vác között. A járat munkanapokon csak a reggeli és a délutáni csúcsidőben, hétvégén pedig reggel egy és kora este egy pár járattal közlekedik.

## Megállóhelyei
| 0  | Vác, autóbusz-állomás végállomás         | 14 | 300, 314, 328, 329, 330, 331, 332, 333, 334, 335, 337, 338, 339, 342, 343, 347, 348, 350, 351, 361, 363, 364, 365, 371, 455 1010, 1013 S70 G70 Z70 S71 G71 S77 S750 EC, EN |
| 1  | Vác, Honvéd utca                         | 13 | 300, 314, 332, 333, 334, 335, 336, 337, 338, 339, 342, 343, 347, 360, 364, 365, 371, 455                                                                                   |
| 2  | Vác, Földváry tér                        | 12 | 300, 342, 343, 348, 360, 365, 371, 455 1010, 1013 |
| 3  | Vác, LIDL, Hétkápolna                    | 11 | 300, 342, 343, 371, 455 |
| 4  | Vác, hajógyár                            | 10 | 300, 343, 371 |
| 5  | Vác, gumigyár                            | 9  | 300, 343, 371 |
| 6  | Vác, (Sződliget) Harcsa utca             | 8  | 300, 343, 371 |
| 7  | Sződliget, sződi elágazás                | 7  | 300, 343, 371 |
| 8  | Sződliget, Gödi Otthon Áruház            | 6  | 300, 371 |
| 9  | Göd, Kék Duna üdülő bejáró út            | 5  | 300, 371 |
| 10 | Göd, Autópihenő                          | 4  | 300, 301, 371 |
| 11 | Göd, gyógyszergyár                       | 3  | S70 G70 |
| 12 | Göd, lakótelep                           | 2  | |
| 13 | Göd, transzformátor állomás              | 1  | |
| 14 | Göd, újtelep autóbusz-forduló végállomás | 0  | |